# Johannes Olai Sevallius
Johannes Olai Sevallius, född 24 juni 1604 i Sevalla socken, död 14 februari 1679 i Tortuna socken, var en svensk präst och riksdagsman.

## Biografi
Johannes Olai Sevallius var son till kyrkoherden i Sevalla socken Olaus Olai Sudermannus och, enligt Muncktells herdaminne,  Sigrid Jonsdotter. Han studerade vid Västerås gymnasium tills han var omkring 30 år, under slutet kombinerande sina studier med att själv ge undervisning där. Han prästvigdes 1634 och var efter något år därefter syssloman och präst vid Västerås hospital. Han fick 1642 tjänst som syssloman vid Västerås domkyrka, och blev 1649 kyrkoherde i Tortuna socken.
Sevallius var 1652 fullmäktig vid riksdagen.
Hans hustru, Anna Björk, hade konserverats från företrädaren i Tortuna. Hon var dotter till pastorn Andreas Georgii Schedvimontanus i Björksta socken. Ett av deras barn var Gabriel Johannis Sevallius.